# Fußball-Weltmeisterschaft der Frauen 2011/Gruppe D
| Pl. | Land             | Sp. | S | U | N | Tore    | Diff. | Punkte |
| --- | ---------------- | --- | - | - | - | ------- | ----- | ------ |
| 1.  | Brasilien        | 3   | 3 | 0 | 0 | 007:000 | +7    | 09     |
| 2.  | Australien       | 3   | 2 | 0 | 1 | 005:400 | +1    | 06     |
| 3.  | Norwegen         | 3   | 1 | 0 | 2 | 002:500 | −3    | 03     |
| 4.  | Äquatorialguinea | 3   | 0 | 0 | 3 | 002:700 | −5    | 0      |

Gruppe D der Fußball-Weltmeisterschaft der Frauen 2011:

## Norwegen – Äquatorialguinea 1:0 (0:0)
| Norwegen                                               | Norwegen | Äquatorialguinea | Äquatorialguinea | Aufstellung                                 |
| ------------------------------------------------------ | --- | --- | ---------------- | ------------------------------------------- |
| Norwegen                                               | \| 1. Spieltag \| \| 29. Juni 2011 in Augsburg \| \| Ergebnis: 1:0 (0:0) \| \| Zuschauer: 12.928 \| \| Schiedsrichterin: Quetzalli Alvarado Godínez ( Mexiko) \| \| Spielbericht \| | \| 1. Spieltag \| \| 29. Juni 2011 in Augsburg \| \| Ergebnis: 1:0 (0:0) \| \| Zuschauer: 12.928 \| \| Schiedsrichterin: Quetzalli Alvarado Godínez ( Mexiko) \| \| Spielbericht \| | Äquatorialguinea | Aufstellung Norwegen gegen Äquatorialguinea |
| Norwegen                                               | Ingrid Hjelmseth – Nora Holstad Berge, Maren Mjelde, Trine Rønning, Hedda Strand Gardsjord – Ingvild Stensland , Marita Skammelsrud Lund, Emilie Bosshard Haavi – Isabell Herlovsen (62. Cecilie Pedersen), Madeleine Giske (46. Lene Mykjåland (70. Leni Larsen Kaurin)), Elise Thorsnes Cheftrainerin: Eli Landsem | Miriam – Bruna, Dulcia, Carolina – Ana Cristina, Vania, Dorine, Añonma , Jumaria (52. Chinasa), Christelle (46. Laetitia) – Diala (65. Adriana) Cheftrainer: Marcelo Frigerio       | Äquatorialguinea | Aufstellung Norwegen gegen Äquatorialguinea |
| Norwegen                                               | 1:0 Haavi (84.) | | Äquatorialguinea | Aufstellung Norwegen gegen Äquatorialguinea |
| Norwegen                                               | Mjelde (62.), Thorsnes (90.+2') | | Äquatorialguinea | Aufstellung Norwegen gegen Äquatorialguinea |
| Norwegen                                               | Spieler des Spiels: Hjelmseth (Norwegen) | | Äquatorialguinea | Aufstellung Norwegen gegen Äquatorialguinea |
| 1. Spieltag                                            | | |                  |                                             |
| 29. Juni 2011 in Augsburg                              | | |                  |                                             |
| Ergebnis: 1:0 (0:0)                                    | | |                  |                                             |
| Zuschauer: 12.928                                      | | |                  |                                             |
| Schiedsrichterin: Quetzalli Alvarado Godínez ( Mexiko) | | |                  |                                             |
| Spielbericht                                           | | |                  |                                             |

## Brasilien – Australien 1:0 (0:0)
| Brasilien                                     | Brasilien | Australien | Australien | Aufstellung                            |
| --------------------------------------------- | --- | --- | ---------- | -------------------------------------- |
| Brasilien                                     | \| 1. Spieltag \| \| 29. Juni 2011 in Mönchengladbach \| \| Ergebnis: 1:0 (0:0) \| \| Zuschauer: 27.258 \| \| Schiedsrichterin: Jenny Palmqvist ( Schweden) \| \| Spielbericht \| | \| 1. Spieltag \| \| 29. Juni 2011 in Mönchengladbach \| \| Ergebnis: 1:0 (0:0) \| \| Zuschauer: 27.258 \| \| Schiedsrichterin: Jenny Palmqvist ( Schweden) \| \| Spielbericht \|                                                                                          | Australien | Aufstellung Brasilien gegen Australien |
| Brasilien                                     | Andréia – Maurine, Daiane, Aline , Érika, Rosana – Ester, Formiga (84. Francielle), Fabiana – Marta, Cristiane Cheftrainer: Kleiton Lima                                          | Melissa Barbieri – Kim Carroll, Elise Kellond-Knight, Servet Uzunlar – Heather Garriock, Emily van Egmond (61. Sally Shipard), Tameka Butt (86. Clare Polkinghorne), Collette McCallum – Caitlin Foord, Lisa De Vanna, Kyah Simon (79. Sam Kerr) Cheftrainer: Tom Sermanni | Australien | Aufstellung Brasilien gegen Australien |
| Brasilien                                     | 1:0 Rosana (54.) | | Australien | Aufstellung Brasilien gegen Australien |
| Brasilien                                     | Spieler des Spiels: Rosana (Brasilien) | | Australien | Aufstellung Brasilien gegen Australien |
| 1. Spieltag                                   | | |            |                                        |
| 29. Juni 2011 in Mönchengladbach              | | |            |                                        |
| Ergebnis: 1:0 (0:0)                           | | |            |                                        |
| Zuschauer: 27.258                             | | |            |                                        |
| Schiedsrichterin: Jenny Palmqvist ( Schweden) | | |            |                                        |
| Spielbericht                                  | | |            |                                        |

## Australien – Äquatorialguinea 3:2 (1:1)
| Australien                               | Australien | Äquatorialguinea | Äquatorialguinea | Aufstellung                                   |
| ---------------------------------------- | --- | --- | ---------------- | --------------------------------------------- |
| Australien                               | \| 2. Spieltag \| \| 3. Juli 2011 in Bochum \| \| Ergebnis: 3:2 (1:1) \| \| Zuschauer: 15.640 \| \| Schiedsrichterin: Gyöngyi Gaál ( Ungarn) \| \| Spielbericht \| | \| 2. Spieltag \| \| 3. Juli 2011 in Bochum \| \| Ergebnis: 3:2 (1:1) \| \| Zuschauer: 15.640 \| \| Schiedsrichterin: Gyöngyi Gaál ( Ungarn) \| \| Spielbericht \|          | Äquatorialguinea | Aufstellung Australien gegen Äquatorialguinea |
| Australien                               | Lydia Williams – Kim Carroll, Elise Kellond-Knight, Servet Uzunlar – Heather Garriock, Emily van Egmond, Collette McCallum (78. Clare Polkinghorne), Sally Shipard (46. Lisa De Vanna), Lauren Colthorpe – Leena Khamis, Sam Kerr (69. Teigen Allen) Cheftrainer: Tom Sermanni | Miriam – Bruna (83. Laetitia), Dulcia, Carolina – Ana Cristina, Vania, Dorine, Jumaria (66. Sinforosa), Chinasa (57. Adriana) – Diala, Añonma Cheftrainer: Marcelo Frigerio | Äquatorialguinea | Aufstellung Australien gegen Äquatorialguinea |
| Australien                               | 1:0 Khamis (8.) 2:1 van Egmond (48.) 3:1 De Vanna (51.) | 1:1 Añonma (21.) 3:2 Añonma (83.) | Äquatorialguinea | Aufstellung Australien gegen Äquatorialguinea |
| Australien                               | De Vanna (71.) | Añonma (41.), Ana Cristina (46.), Sinforosa (79.) | Äquatorialguinea | Aufstellung Australien gegen Äquatorialguinea |
| Australien                               | Spieler des Spiels: De Vanna (Australien) | | Äquatorialguinea | Aufstellung Australien gegen Äquatorialguinea |
| 2. Spieltag                              | | |                  |                                               |
| 3. Juli 2011 in Bochum                   | | |                  |                                               |
| Ergebnis: 3:2 (1:1)                      | | |                  |                                               |
| Zuschauer: 15.640                        | | |                  |                                               |
| Schiedsrichterin: Gyöngyi Gaál ( Ungarn) | | |                  |                                               |
| Spielbericht                             | | |                  |                                               |

## Brasilien – Norwegen 3:0 (1:0)
| Brasilien                                          | Brasilien | Norwegen | Norwegen | Aufstellung                          |
| -------------------------------------------------- | --- | --- | -------- | ------------------------------------ |
| Brasilien                                          | \| 2. Spieltag \| \| 3. Juli 2011 in Wolfsburg \| \| Ergebnis: 3:0 (1:0) \| \| Zuschauer: 26.067 \| \| Schiedsrichterin: Kari Seitz ( Vereinigte Staaten) \| \| Spielbericht \| | \| 2. Spieltag \| \| 3. Juli 2011 in Wolfsburg \| \| Ergebnis: 3:0 (1:0) \| \| Zuschauer: 26.067 \| \| Schiedsrichterin: Kari Seitz ( Vereinigte Staaten) \| \| Spielbericht \| | Norwegen | Aufstellung Brasilien gegen Norwegen |
| Brasilien                                          | Andréia – Maurine, Daiane (85. Renata Costa), Aline , Rosana, Fabiana (76. Francielle) – Ester (89. Grazielle), Formiga, Érika – Marta, Cristiane Cheftrainer: Kleiton Lima     | Ingrid Hjelmseth – Nora Holstad Berge, Maren Mjelde, Trine Rønning, Guro Knutsen Mienna – Ingvild Stensland (67. Gry Tofte Ims), Marita Skammelsrud Lund, Emilie Bosshard Haavi (52. Cecilie Pedersen) – Isabell Herlovsen, Leni Larsen Kaurin (46. Elise Thorsnes), Madeleine Giske Cheftrainerin: Eli Landsem | Norwegen | Aufstellung Brasilien gegen Norwegen |
| Brasilien                                          | 1:0 Marta (22.) 2:0 Rosana (46.) 3:0 Marta (48.) | | Norwegen | Aufstellung Brasilien gegen Norwegen |
| Brasilien                                          | Daiane (19.) | | Norwegen | Aufstellung Brasilien gegen Norwegen |
| Brasilien                                          | Spieler des Spiels: Marta (Brasilien) | | Norwegen | Aufstellung Brasilien gegen Norwegen |
| 2. Spieltag                                        | | |          |                                      |
| 3. Juli 2011 in Wolfsburg                          | | |          |                                      |
| Ergebnis: 3:0 (1:0)                                | | |          |                                      |
| Zuschauer: 26.067                                  | | |          |                                      |
| Schiedsrichterin: Kari Seitz ( Vereinigte Staaten) | | |          |                                      |
| Spielbericht                                       | | |          |                                      |

## Äquatorialguinea – Brasilien 0:3 (0:0)
| Äquatorialguinea                                   | Äquatorialguinea | Brasilien | Brasilien | Aufstellung                                  |
| -------------------------------------------------- | --- | --- | --------- | -------------------------------------------- |
| Äquatorialguinea                                   | \| 3. Spieltag \| \| 6. Juli 2011 in Frankfurt \| \| Ergebnis: 0:3 (0:0) \| \| Zuschauer: 35.859 \| \| Schiedsrichterin: Bibiana Steinhaus ( Deutschland) \| \| Spielbericht \| | \| 3. Spieltag \| \| 6. Juli 2011 in Frankfurt \| \| Ergebnis: 0:3 (0:0) \| \| Zuschauer: 35.859 \| \| Schiedsrichterin: Bibiana Steinhaus ( Deutschland) \| \| Spielbericht \| | Brasilien | Aufstellung Äquatorialguinea gegen Brasilien |
| Äquatorialguinea                                   | Miriam – Bruna, Dulcia, Carolina, Laetitia – Ana Cristina (71. Sinforosa), Vania, Dorine, Añonma , Jumaria – Diala (86. Adriana) Cheftrainer: Marcelo Frigerio                  | Andréia – Maurine, Aline , Renata Costa, Rosana (70. Francielle), Érika, Fabiana (82. Thaís) – Ester, Formiga (90. Beatriz) – Marta, Cristiane Cheftrainer: Kleiton Lima        | Brasilien | Aufstellung Äquatorialguinea gegen Brasilien |
| Äquatorialguinea                                   | 0:1 Érika (49.) 0:2 Cristiane (54.) 0:3 Cristiane (90.+3', FE) | | Brasilien | Aufstellung Äquatorialguinea gegen Brasilien |
| Äquatorialguinea                                   | Dulcia (9.), Diala (60.), Bruna (90.+3') | Francielle (74.), Renata Costa (77.) | Brasilien | Aufstellung Äquatorialguinea gegen Brasilien |
| Äquatorialguinea                                   | Spieler des Spiels: Érika (Brasilien) | | Brasilien | Aufstellung Äquatorialguinea gegen Brasilien |
| 3. Spieltag                                        | | |           |                                              |
| 6. Juli 2011 in Frankfurt                          | | |           |                                              |
| Ergebnis: 0:3 (0:0)                                | | |           |                                              |
| Zuschauer: 35.859                                  | | |           |                                              |
| Schiedsrichterin: Bibiana Steinhaus ( Deutschland) | | |           |                                              |
| Spielbericht                                       | | |           |                                              |

## Australien – Norwegen 2:1 (0:0)
| Australien                                                 | Australien | Norwegen | Norwegen | Aufstellung                           |
| ---------------------------------------------------------- | --- | --- | -------- | ------------------------------------- |
| Australien                                                 | \| 3. Spieltag \| \| 6. Juli 2011 in Leverkusen \| \| Ergebnis: 2:1 (0:0) \| \| Zuschauer: 18.474 \| \| Schiedsrichterin: Estela Álvarez de Olivera ( Argentinien) \| \| Spielbericht \|                                                             | \| 3. Spieltag \| \| 6. Juli 2011 in Leverkusen \| \| Ergebnis: 2:1 (0:0) \| \| Zuschauer: 18.474 \| \| Schiedsrichterin: Estela Álvarez de Olivera ( Argentinien) \| \| Spielbericht \| | Norwegen | Aufstellung Australien gegen Norwegen |
| Australien                                                 | Melissa Barbieri – Kim Carroll, Elise Kellond-Knight, Servet Uzunlar – Clare Polkinghorne, Heather Garriock, Collette McCallum – Caitlin Foord (89. Ellyse Perry), Lisa De Vanna, Kyah Simon, Sam Kerr (80. Laura Alleway) Cheftrainer: Tom Sermanni | Ingrid Hjelmseth (46. Erika Espeseth Skarbø) – Maren Mjelde, Trine Rønning, Hedda Strand Gardsjord, Guro Knutsen Mienna – Ingvild Stensland , Gry Tofte Ims (81. Isabell Herlovsen), Lene Mykjåland, Emilie Bosshard Haavi (46. Kristine Wigdahl Hegland) – Cecilie Pedersen, Elise Thorsnes Cheftrainerin: Eli Landsem | Norwegen | Aufstellung Australien gegen Norwegen |
| Australien                                                 | 1:1 Simon (57.) 2:1 Simon (87.) | 0:1 Thorsnes (56.) | Norwegen | Aufstellung Australien gegen Norwegen |
| Australien                                                 | Carroll (45.+2'), Garriock (68.) | Gardsjord (90.+2') | Norwegen | Aufstellung Australien gegen Norwegen |
| Australien                                                 | Spieler des Spiels: Simon (Australien) | | Norwegen | Aufstellung Australien gegen Norwegen |
| 3. Spieltag                                                | | |          |                                       |
| 6. Juli 2011 in Leverkusen                                 | | |          |                                       |
| Ergebnis: 2:1 (0:0)                                        | | |          |                                       |
| Zuschauer: 18.474                                          | | |          |                                       |
| Schiedsrichterin: Estela Álvarez de Olivera ( Argentinien) | | |          |                                       |
| Spielbericht                                               | | |          |                                       |